# Witalij Szumiejko
Witalij Leonidowicz Szumiejko, ros. Виталий Леонидович Шумейко, ukr. Віталій Леонидович Шумейко, Witalij Łeonidowycz Szumejko (ur. 6 października 1981 w Krzywym Rogu) – rosyjski piłkarz pochodzenia ukraińskiego, grający na pozycji obrońcy. Zmienił obywatelstwo na rosyjskie.

## Kariera piłkarska

### Kariera klubowa
Wychowanek UFK Dniepropetrowsk, barwy którego bronił w juniorskich mistrzostwach Ukrainy (DJuFL). W 1999 rozpoczął karierę piłkarską w drugiej drużynie Krywbasa Krzywy Róg. Od 2000 występował w drugoligowych klubach Ełektrometałurh-NZF Nikopol, Hirnyk Krzywy Róg, Stal Dnieprodzierżyńsk, Tytan Armiańsk, Ołkom Melitopol i FK Ołeksandrija. Na początku 2007 wyjechał za granicę, gdzie bronił barw rosyjskiego zespołu Spartak Nalczyk. W sierpniu 2009 przeniósł się do kazachskiego FK Atyrau. Po roku powrócił do Rosji, gdzie grał w klubie Wołgar-Gazprom Astrachań. Na początku 2011 zasilił skład FK Chimki. Latem 2012 roku odszedł do klubu Torpedo Moskwa. We wrześniu 2013 został zaproszony przez trenera Romana Pokorę do gruzińskiej Gurii Lanczchuti.

## Sukcesy

### Sukcesy klubowe
- zdobywca Pucharu Kazachstanu: 2009